# Пирин планина (1894)
„Пирин планина“ с подзаглавие Вестник за политика, литература и обществен живот е български вестник, който излиза в 1894 година.

## История
| Годишнина | Броеве | Дата                           |
| --------- | ------ | ------------------------------ |
| I         | 1 – 2  | 25 февруари 1894 – 2 март 1894 |

Първият брой излиза на 25 февруари 1894 година. Издава се два пъти седмично – в сряда и събота. Вестникът се списва основно на български език, но уводните статии и по-важните новини за Македония се превеждат и на френски. Печата се в Русе, в печатница „Перец Йос“. Последният брой на вестника излиза на 2 март същата година. Вестникът си поставя за задача освобождението на Македония и
| „ | постигане на нашия историческия идеал обединението на българските земи под един скиптър, ще поддържаме смело българската корона и отечеството, като се борим за закрепването на днешния режим под скиптъра на княз Фердинанд и на правителството на Ст. Стамболов. | “ |

Редактор на вестника е К. А. Велев. Вестникът дава информация за Македония и ратува за обединението ѝ с България. В програмната си статия „Нашата програма“ пише:
| „ | Както се вижда от самото название на вестника, той ще бъде орган на македонските интереси. Може мнозина да кажат защо ни е още един македонски вестник, когато си имаме вече два такива, а именно: „Югозападна България” и „Глас македонски“. Ний действително така мислехме отначало, но като се уверихме отпосле, че само с горните два вестника не се изчерпва македонският въпрос, нагърбихме се с тежката публицистическа работа, за да подпълним тая празднота и да [у]служим с[ъс] скромните си сили що-годе за по-скорошното постигание на наший исторически идеал – обединението на българските земи под един скиптър – като се ограничаваме, преимуществено да ратуваме за оня нещастен край, който се казва Македония или Югоизточна България. | “ |

Вестникът трябва да излиза в сряда и събота, но от него излизат само два броя.